# Dolmen du Dégoutay
Le dolmen du Dégoutay est un dolmen situé à Saint-Vallier-de-Thiey, dans le département des Alpes-Maritimes en France.

## Description
Le dolmen a été érigé sur un replat aménagé en terrasse. Il est inclus dans un tumulus de 9 m de long sur 8 m de large. La chambre funéraire est de forme trapézoïdale (1,70 m sur 1,30 m et 1,50 m). Elle est délimitée par une dalle de chevet, deux orthostates en piliers d'entrée et deux murets en pierres sèches. Elle est précédée d'un couloir de 2 m de long sur 1 m de large.
Des ossements humains et des dents correspondant à une dizaine d'individus y ont été recueillis. Le mobilier funéraire comprend de nombreux éléments de parure (petites coquilles, trois pendeloques arciformes, des perles discoïdes, des fragments de cristal de roche, une canine de canidé percée), un petit outillage (épingle, alène losangique en bronze, os travaillés) et des tessons de poteries. L'ensemble correspond à une utilisation entre le Néolithique final et le Bronze ancien.